# Lliga catalana d'hoquei sobre patins femenina 2020-2021
La I Hoquei Lliga Catalana Femenina fou la primera edició de la Lliga catalana d'hoquei sobre patins. Se celebrà des del 12 fins al 20 del setembre de 2020 i fou organitzada per la Federació Catalana de Patinatge. Aquesta edició és continuadora de la Lliga catalana, considerada la primera competició oficial d'hoquei sobre patins a l'Estat espanyol, que se celebrà entre 1990 i 2006.
Hi participaren els vuit millors classificats en finalitzar la primera volta de l'OK Lliga. La competició es disputà en format d'eliminació directa, amb quarts de final a doble volta i una fase final, en format de final a quatre. La fase final es disputà al Pavelló Maria Victor de Palau-solità i Plegamans. Tota la competició se celebrà amb les restriccions de públic i els protocols sanitaris de prevenció de contagi del COVID-19.
El Generali HC Palau es proclamà primer campió de la competició, que guanyà a la final al Magic Studio Manlleu per 4 a 2. La jugadora del Generali HC Palau, Aina Florenza, fou la màxima jugadora del torneig amb onze gols, tres d'ells a la final.

## Clubs participants
- CHP  Bigues i Riells
- Cerdanyola CH
- Garatge Plana Girona CH
- Magic Studio Manlleu
- Generali HC Palau
- CP Esneca Vila-sana
- Club Patí Vilanova
- Club Patí Voltregà

## Competició

### Quadre de competició
|  | Quarts de final         | Quarts de final      | Quarts de final      |                          |                      | Semifinals | Semifinals | Semifinals |  |  | Final | Final | Final |
|  |                         |                      |                      |                          |                      |            |            |            |  |  |       |       |       |
|  | 13 i 17 de setembre     |                      |                      |                          |                      |            |            |            |  |  |       |       |       |
|  |                         |                      |                      |                          |                      |            |            |            |  |  |       |       |       |
|  | CHP Bigues i Riells     | 0                    | -                    |                          |                      |            |            |            |  |  |       |       |       |
|  | CHP Bigues i Riells     | 0                    | -                    | 19 de setembre           |                      |            |            |            |  |  |       |       |       |
|  | CP Voltregà             | 2                    | -                    |                          |                      |            |            |            |  |  |       |       |       |
|  | CP Voltregà             | 2                    | -                    | CP Voltregà              | CP Voltregà          | 1          |            |            |  |  |       |       |       |
|  | 13 i 17 de setembre     |                      |                      | CP Voltregà              | CP Voltregà          | 1          |            |            |  |  |       |       |       |
|  |                         | Magic Studio Manlleu | Magic Studio Manlleu | 3                        |                      |            |            |            |  |  |       |       |       |
|  | Garatge Plana Girona CH | Magic Studio Manlleu | Magic Studio Manlleu | 3                        | 1                    | 0          |            |            |  |  |       |       |       |
|  | Garatge Plana Girona CH |                      |                      | 20 de setembre 12:30 CET | 1                    | 0          |            |            |  |  |       |       |       |
|  | Magic Studio Manlleu    | 6                    | 11                   |                          |                      |            |            |            |  |  |       |       |       |
|  | Magic Studio Manlleu    | 6                    | 11                   | Magic Studio Manlleu     | Magic Studio Manlleu | 2          |            |            |  |  |       |       |       |
|  | 13 i 17 de setembre     |                      |                      | Magic Studio Manlleu     | Magic Studio Manlleu | 2          |            |            |  |  |       |       |       |
|  |                         | Generali HC Palau    | Generali HC Palau    | 4                        |                      |            |            |            |  |  |       |       |       |
|  | CP Vilanova             | Generali HC Palau    | Generali HC Palau    | 4                        | 0                    | 1          |            |            |  |  |       |       |       |
|  | CP Vilanova             | 19 de setembre       |                      |                          | 0                    | 1          |            |            |  |  |       |       |       |
|  | Generali HC Palau       | 7                    | 13                   |                          |                      |            |            |            |  |  |       |       |       |
|  | Generali HC Palau       | 7                    | 13                   | Generali HC Palau        | Generali HC Palau    | 3          |            |            |  |  |       |       |       |
|  | 13 i 17 de setembre     |                      |                      | Generali HC Palau        | Generali HC Palau    | 3          |            |            |  |  |       |       |       |
|  |                         | CP Esneca Vila-sana  | CP Esneca Vila-sana  | 2                        |                      |            |            |            |  |  |       |       |       |
|  | CP Esneca Vila-sana     | CP Esneca Vila-sana  | CP Esneca Vila-sana  | 2                        | 4                    | 2          |            |            |  |  |       |       |       |
|  | CP Esneca Vila-sana     |                      |                      |                          | 4                    | 2          |            |            |  |  |       |       |       |
|  | Cerdanyola CH           | 3                    | 1                    |                          |                      |            |            |            |  |  |       |       |       |
|  | Cerdanyola CH           | 3                    | 1                    |                          |                      |            |            |            |  |  |       |       |       |

### Quarts de final

#### Anada
| 13 de setembre    | CHP Bigues i Riells | 0-2     | CP Voltregà | Bigues i Riells   |  |
| Quarts de final 1 |                     | Notícia |             | Pavelló Municipal |  |

| 13 de setembre    | Garatge Plana Girona CH | 1-6     | Magic Studio Manlleu | Girona              |  |
| Quarts de final 2 |                         | Notícia |                      | Pavelló de Palau II |  |

| 13 de setembre    | CP Vilanova | 0-7     | Generali HC Palau                                    | Vilanova i la Geltrú    |  |
| Quarts de final 3 |             | Notícia | Puigdueta (2) · Florenza (2) · García (2) · Busquets | Pavelló de les Casernes |  |

| 13 de setembre    | CP Esneca VIla-sana | 4-3     | Cerdanyola CH | Vila-sana         |  |
| Quarts de final 4 |                     | Notícia |               | Pavelló Municipal |  |

#### Tornada
| 15 de setembre              | CP Voltregà | vs.     | CHP Bigues i Riells | Sant Hipòlit de Voltregà    |  |
| 20:30 CET Quarts de final 1 |             | Notícia |                     | Pavelló Oliveras de la Riva |  |

| 15 de setembre              | Magic Studio Manlleu | 11-0    | Garatge Plana Girona CH | Manlleu                     |  |
| 20:50 CET Quarts de final 2 |                      | Notícia |                         | Pavelló Municipal d'Esports |  |

| 16 de setembre              | Generali HC Palau | 1-13    | CP Vilanova | Palau-solità i Plegamans       |  |
| 21:30 CET Quarts de final 3 |                   | Notícia |             | Pavelló Municipal Maria Victor |  |

| 17 de setembre              | Cerdanyola CH | 1-2     | CP Esneca VIla-sana | Cerdanyola del Vallès                   |  |
| 21:30 CET Quarts de final 4 |               | Notícia |                     | Pavelló Municipal Can Xarau-Paco Arpide |  |

### Semifinals
| CP Voltregà      | 1‐3     | CP Manlleu                          |
| ---------------- | ------- | ----------------------------------- |
| Tarrida 22' (p.) | Notícia | Casarramona 4', 47' · Castellví 27' |

Pavelló Maria Víctor, Palau Solità i Plegamans
| Generali HC Palau                | 3‐2 (pr.) | CP Esneca Vila-sana     |
| -------------------------------- | --------- | ----------------------- |
| Florenza 12', 54' · Busquets 12' | Notícia   | Comas 8' · M. Porta 14' |

Pavelló Maria Víctor, Palau Solità i Plegamans

### Final
| Magic Studio CP Manlleu       | 2‐4            | Generali HC Palau                   |
| ----------------------------- | -------------- | ----------------------------------- |
| Casarramona 32' · Anglada 34' | Notícia Partit | Busquets 2' · Florenza 9', 33', 45' |

| Magic Studio CP Manlleu | Generali HC Palau |

| #           | Pos. | Nom              |  |
| ----------- | ---- | ---------------- |  |
| 10          | POR  | Fernanda Hidalgo |  |
| 4           |      | Nara López       |  |
| 5           |      | Anna Casarramona |  |
| 7           |      | Ona Castellví    |  |
| 9           |      | Elisabet Gurri   |  |
| 25          |      | Anna Bulló       |  |
| 49          |      | Maria Anglada    |  |
| 55          |      | Aida Mas         |  |
| 77          |      | Maria Díez       |  |
| 11          | POR  | Uxue Otegi       |  |
| Entrenador  |      |                  |  |
| Jordi Boada |      |                  |  |

| Campió de la Lliga Catalana 2020-21 |
| ----------------------------------- |
| Generali HC Palau Primer títol      |

| #             | Pos. | Nom                |  |
| ------------- | ---- | ------------------ |  |
| 88            | POR  | Laura Vicente      |  |
| 2             |      | Berta Busquets     |  |
| 3             |      | Laura Puigdueta    |  |
| 5             |      | Vanesa Garcia      |  |
| 6             |      | Aina Florenza      |  |
| 7             |      | Paula Ferrón       |  |
| 11            |      | Júlia Vilarrassa   |  |
| 17            |      | Mariona Colomer    |  |
| 24            |      | Gisela Vicente     |  |
| 77            |      | Carla Fontdeglòria |  |
| Entrenador    |      |                    |  |
| Ivan Jaquierz |      |                    |  |